# Damping
Damping je postupak uništenja konkurencije prodajom proizvoda po cijenama koje ne pokrivaju troškove proizvodnje, a provodi se u cilju stjecanja monopola, duopola ili oligopola. 

## Međunarodni (klasični) damping
Svaka velika međunarodna korporacija nastoji stvoriti monopol izvan vlastite zemlje kako bi ostvarila ekstra zaradu, ili neki drugi privilegij. U postupku stvaranja monopola na stranim tržištima najprije se nastoji uništiti manju konkurenciju izvozom i prodajom vlastitih proizvoda, rjeđe usluga,   po damping cijenama (cijena koja ne pokriva troškove proizvodnje). U ovoj fazi potrošači ostvaruju korist pošto kupuju jeftinu robu, ali kad sitna konkurencija propadne cijena se diže, te tada potrošači moraju plaćati daleko višu cijenu. Damping cijenom veliki tržišni igrači koji obično u matičnoj državi imaju monopol, duopol, ili oligopol mogu uništiti male konkurente u drugim državama pod uvjetom da imaju velike financijske zalihe, pristup povoljnim izvorima kredita, ili da na nekom drugom tržištu ostvaruju zaradu. Damping se obično provodi na tržištu jedne "napadnute" države, te kad u toj državi konkurencija propadne cijena se diže, te kreće u osvajanje tržišta u drugoj državi. Prema međunarodnim propisima u ovakvim slučajevima je dozvoljena antidamping carina, ali je to teško provesti zbog nedostatka dokaza, osobito kod prodaje usluga kad se koristi domaća radna snaga. Najbolja zaštita je dobra poticajna politika i jeftini dugoročni krediti za nabavu najbolje svjetske opreme kako bi domaći proizvođači mogli smanjiti troškove i spustiti cijene svojim proizvodima. Moguće je i osigurati domaćim proizvođačima kredite za finaciranje prodaje kako bi mogli kupcima nuditi prodaju na više rata, te tako steći dodatnu konkurentsku prednost. 	

## Domaći damping (predatorske grabežne cijene)
Druga vrsta dampinga je kad damping provode lokalna poduzeća protiv konkurencije u vlastitoj državi. Ovo mogu provoditi poduzeća koja imaju velike zalihe novca, privatne ili političke veze s velikim finacijerima, interesne veze s velikim kupcima, ili potkupljuju rukovodeći kadar takvih kompanija. Zahvaljujući tome ovakvi proizvođači proizvoda, ili češće usluga mogu u poslovanju s kapitalno, ili interesno povezanim kupcima ostvariti velike zarade, te tom zaradom mogu financirati dampinški rat protiv lokalnih konkurenata tako da na natječaje idu s cijenama ispod troškova poslovanja, čime uništavaju konkurenciju. Kad konkurencija propadne, nekoliko ovakvih proizvođača obično stječu oligopolni položaj, te dogovorno povećavaju cijenu na štetu kupaca. Pri ovakvom postupku se može dogoditi i propast provoditelja dampinga koji pokušavaju lokalnim dampingom istovremeno uništiti svoju konkurenciju na čitavom svome tržištu, ali zbog nedostatka zaliha, ili zbog nedostatka privilegiranih kupaca koji su spremni platiti višu cijenu ne uspijevaju ostvariti svoj plan. To se obično događa kod promjene političke vlasti kad izgube podršku lokalne politike, ili financijskih krugova. Zapadni ekonomski teoretičari ovu vrstu rušenja konkurencije damping cijenama nazivaju "predatorske cijene" što bi se moglo prevesti i kao "grabežne cijene".   Kako neki domaći proizvođač, ili trgovac ne bi mogao ovakvi predatorskim cijenama tj., domaćim dampingom gušiti domaće proizvođače potrebno je zakonom odrediti kako jedan proizvođač ne može za isti proizvod, ili uslugu nuditi cijenu koja je 20% (ili više) manja od njegove najviše cijene koju ima na domaćem tržištu. Također je potrebno minimalnu plaću radnika definirati kroz minimalnu satnicu, a ne samo kroz minimalnu mjesečnu plaću. Na ovaj način bi se moglo spriječiti pojedine ponuđače usluga da nude svoje usluge po satnici kojom ne mogu podmiriti ni minimalnu plaću. 

## Javni damping
Treća vrsta dampinga događa se događa kad lokalna monopolska, obično javna, ili komunalna poduzeća imaju i sporedne tržišne djelatnosti, pri čemu na tržištu te sporedne proizvode, ili usluge nude po cijenama koja ne pokriva troškove proizvodnje. Taj gubitak pokrivaju dizanjem cijena monopolskih proizvoda, ili usluga, čime povećavaju trošak poslovanja svojim kupcima kojima se smanjuje konkurentnost na domaćem, ili stranom tržištu. Istovremeno se i krajnjim kupcima povećavaju životni troškovi i pada standard. Zbog toga proizvodna poduzeća propadaju, raste nezaposlenost, porezni prihodi se smanjuju zbog čega se država mora zaduživati za održavanje istog nivoa javne potrošnje, te cijelo društvo tone u kolaps privredne krize. Kako bi se ovo spriječilo potrebno je državne monopole maksimalno smanjiti. Sve djelatnosti javnih poduzeća koji nisu prirodni monopol potrebno je izdvojiti u posebna poduzeća i privatizirati, ili ih je potrebno postupkom  autsorcinga prepustiti dobavljačima. Kako direktori pri tome ne bi mogli od prevelikih, ili izmišljenih narudžbi,  uzimati proviziju potrebno je točno definirati koliko je nekih proizvoda, ili usluga potrebno nabavljati, a kako monopol ne bi stekli ti novi dobavljači potrebno je poslove dodjeljivati javnim natječajima, pri čemu uslugu treba prepustiti većem broju regionalnih dobavljača koji međusobno konkuriraju. Ovime bi se uz sprječavanje monopolizacije smanjila i opasnost od metropolizacije.  Zbog standardizacije opreme, ili tehnologije, samo jednokratne nabave proizvoda treba nabavljati od jednog dobavljača, po mogućnosti direktno od proizvođača bez posrednika, dok sve proizvode, ili usluge koje se nabavljaju kontinuirano u manjim količinama treba nabavljati od više lokalnih dobavljača. Za takve poslove natječaje treba nabavljati po mjestu troška kako se ne bi događalo da neki sitni materijal, ili inventar u Dubrovniku, ili Vukovaru dobavlja poduzeće iz Zagreba. 

## Obrnuti damping
Četvrta vrsta dampinga je obrnuti damping, a to se događa kad jače kompanije svojim lokalnim dobavljačima nude cijene koje ne mogu pokriti prodajom svojih proizvoda, ili usluga. Pri tome ostvaruju gubitak koji pokrivaju iz zaliha, ili na drugim tržištima. Strani vlasnici ovakvih poduzeća gubitke pokrivaju kreditima s niskim kamatama, ili  dokapitalizacijama. Kad u prvoj fazi dampinag mali lokalni konkurenti propadnu ovakva najčešće duopolna, ili oligopolna poduzeća prelaze u drugu fazu u kojoj spuštaju cijenu dobavljačima koji više nemaju izbora, te moraju prodati svoju robu onima koji su preostali na tržištu. Pri ovome obično veći broj malih dobavljača propadne, pošto ne mogu sniziti cijenu svojih proizvoda ili usluga. Zaštita od ovakve vrste dampinga je moguća u prvoj fazi pomoći slabijim domaćim konkurentima da "zamrznu"  svoju proizvodnju na neko vrijeme, ili kapitalnim povezivanjem dobavljača s prerađivačima osnivanjem zajedničkih zadruga, ili zamjenom dionica, gubitke u jednoj djelatnosti pokriti zaradom u drugoj djelatnosti. U drugoj fazi kad dobavljačima padaju cijene zaštita je puno teža, ali su ponekad mogući poticaji dobavljačima u nabavci opreme koja im omogućuje "preskakanje" njihovih kupaca prerađivača, kako bi sami mogli doći do krajnjih kupaca, što kod složenijih proizvoda često nije moguće.       

## Vanjske poveznice
Industrijska politika, autor: Tihomir Čuljak